# Leo Nielsen
Carl Leo Holger Nielsen (* 5. März 1909 in Randers; † 15. Juni 1968 in Kopenhagen) war ein dänischer Radrennfahrer.
Nielsen nahm 1928 an den Olympischen Sommerspielen 1928 in Amsterdam teil. Er  gewann dort gemeinsam mit Henry Hansen und Orla Jørgensen die Mannschaftswertung des Straßenrennens. 1931 wurde Nielsen bei den UCI-Straßen-Weltmeisterschaften in Kopenhagen Dritter im Rennen der Amateure. Nielsen nahm auch an den Olympischen Sommerspielen 1932 in Los Angeles teil, bei denen er gemeinsam mit Henry Hansen und Frode Sørensen die Silbermedaille in  der Mannschaftswertung auf der Straße errang. 1934 konnte er den nationalen Titel im Straßenrennen gewinnen, nachdem er zuvor viermal Zweiter geworden war. Am Ende der Saison 1934 gewann er das Rennen Prag–Karlovy Vary–Prag.